# Сибирь (ледокол, 1977)
«Сиби́рь» — советский атомный ледокол типа «Арктика» Построен на Балтийском заводе имени Серго Орджоникидзе в Ленинграде по проекту 10520. Принят в эксплуатацию 28 декабря 1977 года.
Является третьим в мире ледоколом с ядерным энергоблоком; также вторым надводным судном в истории арктического мореплавания, в активном плавании достигшим Северного полюса Земли, — 25 мая 1987 года ледокол «Сибирь» вышел в точку географического Северного полюса Земли. Законсервирован с 1993 года и с 2016 находится на утилизации.

## Описание
Корабль был оборудован спутниковой системой связи, обеспечивающей навигацию, телефонную и факсимильную связь.
На борту имелись: большая столовая, библиотека, салон отдыха, тренировочный зал, плавательный бассейн, сауна.
Основные технические характеристики
- Наибольшая длина: 147,9 м
- Наибольшая ширина (на миделе): 30,0 м
- Высота борта: 17,2 м
- Водоизмещение полное: 23 460 т
- Тип главной двигательной установки: ядерная турбоэлектрическая
- Мощность главной установки:55 МВт (75 000 л. с.)
- Максимальная скорость хода по чистой воде: 21,0 узел.

## История

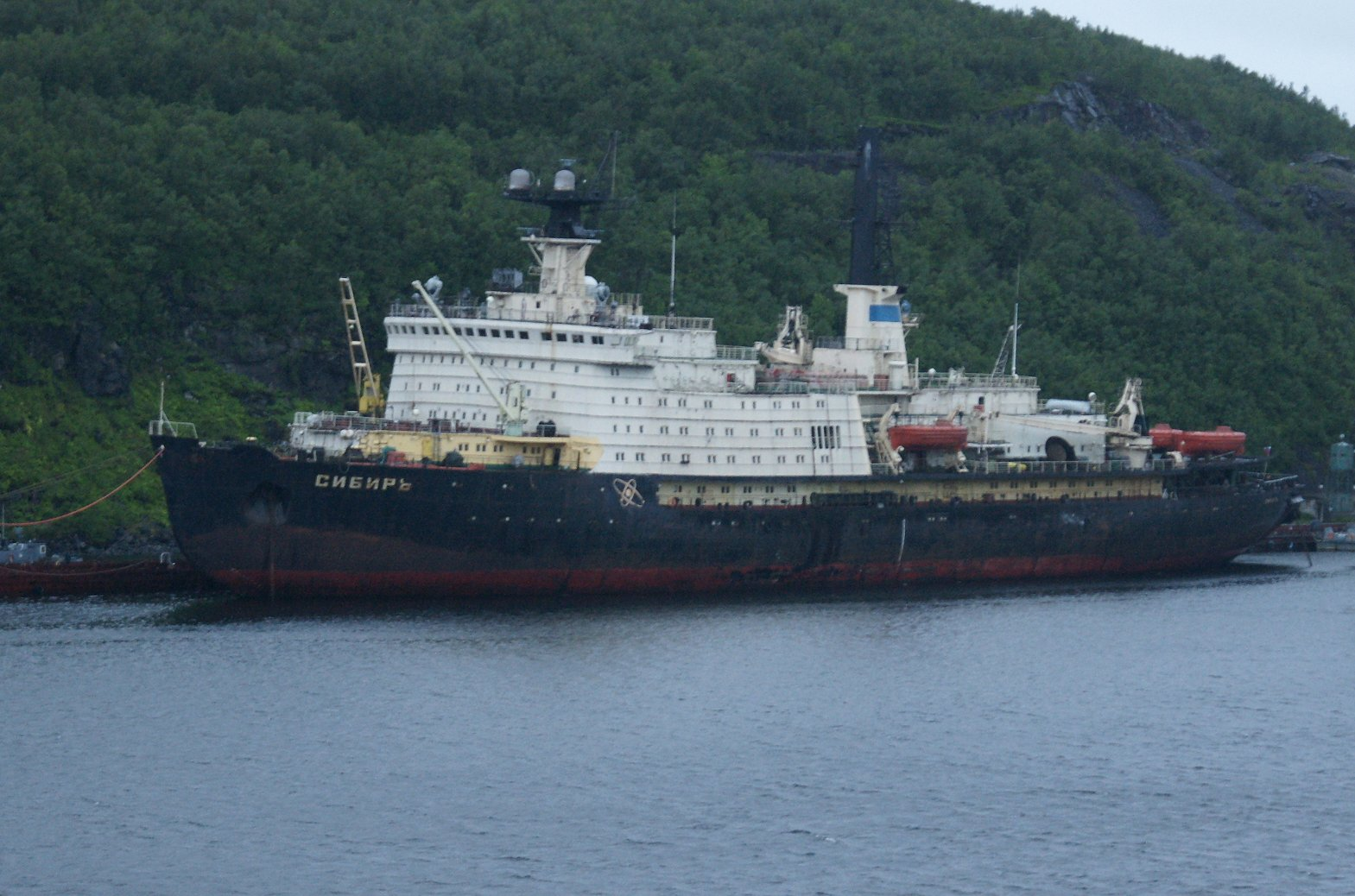
«Сибирь» на отстое в Мурманске, июль 2012 года

Ледокол был принят в эксплуатацию 28 декабря 1977 года.
Весной 1978 года атомным ледоколом «Сибирь» и ледоколом «Капитан Сорокин» впервые была осуществлена круглогодичная навигация на линии Мурманск — Дудинка.
25 мая 1987 года, в 15 часов 59 минут по московскому времени, ледокол «Сибирь» вышел в географическую точку Северного полюса.
С 1993 года законсервирован из-за неисправности парогенераторов; в том же году на борту «Сибири» проходили антитеррористические учения «Блокада» группы «Вымпел», целью которых была отработка навыков освобождения захваченного террористами атомного ледокола.
Спустя двадцать лет, в декабре 2014 «Росатом» принял решение о выводе «Сибири» из эксплуатации.
В марте 2016 года АО «Центр судоремонта „Звёздочка“» (Северодвинск, Архангельская область) по результатам конкурса выбрано подрядчиком-утилизатором атомного ледокола «Сибирь», — работы общей стоимостью 785 миллионов рублей планируется завершить к декабрю 2017 года, как следует из материалов на сайте государственных закупок.
13 ноября 2016 года «Сибирь» была отбуксирована на судоремонтный завод «Нерпа» в Мурманской области для работ по демонтажу реакторной установки. «Сибирь» стала первым атомным ледоколом, отправленным на утилизацию. Демонтаж реакторов и другого радиационно-опасного оборудования начался в декабре того же года, параллельно осуществляется формирование блок-упаковки и её размещение в пункте долговременного хранения радиоактивных отходов в Сайда-губе Мурманской области.
Утилизация оборудования ледокола была завершена в конце 2021 года, в апреле 2023 года его корпус был выставлен на продажу.
В мае 2023 г. продан на металлолом. 15.09.2023 г. ледокол «Сибирь» отбуксирован на СРЗ-10 для разделки на металл.

## Капитаны ледокола
- Первым капитаном ледокола был В. К. Кочетков.
- В.А. Вибах (1985-1992)

## Память
Увековечен в многочисленных значках и памятной медали, фотография ледокола была включена в школьные учебники по экономической географии СССР.